# Trombi és a Tűzmanó
A Trombi és a Tűzmanó magyar televíziós rajzfilmsorozat, amelyet Baksa Tamás rendezett. A sorozat két főszereplője Trombi, a kis tűzoltóelefánt és a Tűzmanó, aki tüzes galibákat okoz. A sorozat két évadból (mindkettő 13 epizódból) áll. Az első 1988-ban, a második 1990-ben készült.

## Rövid tartalom
Valamennyi rész egy hétköznapi helyzetben kezdődik, amelynek főszereplői állatok. Folyamatosan jellemzőek a különböző szójátékok, szóviccek, amelyek a minden részben megtalálható betétdalban is megjelennek. A cselekmény során jelenik meg a Tűzmanó, aki sok esetben közvetlenül vagy közvetve bátorítja is az adott rész főszereplőit, hogy tűzveszéllyel járó dolgokat csináljanak. A tűz végül minden esetben be is következik, és kivonulnak a tűzoltók, akik sikerrel el is oltják azt. Az oltás befejeztével az ismét apróra zsugorodott Tűzmanó a "Főcső" (a nagyobbik elefánt) pipájában foglal helyet, a tűzoltók pedig (gyakran egy rendőr vagy egy biztosítási ügynök kíséretében) szembesítik a károsultakat tetteikkel. A záró jelenetben a főszereplőkkel az utcán találkozni, ahogy a végigvonuló tűzoltózenekar nézése közben még egy az adott részhez kapcsolódó szituációba kerülnek.
A második sorozat cselekménymenete nem tér el az elsőtől, de minden részben az első sorozat epizódszereplői keverednek új kalandokba. Sokszor van utalás arra, hogy tanultak az előző eset hibáiból, de ennek ellenére képesek újabb hibákat is elkövetni.

## Alkotók
- Rendezte: Baksa Tamás
- Írta: Baksa Tamás, Rigó Béla
- Dramaturg: Ivanics Lilla
- Zenéjét szerezte: Deák Sándor, Deák Tamás
- Operatőr: Ádám Imre, Balázs Mária, Hambalkó Lilla, Kürti Mihály, Marosvölgyi Péter, Nemes Erzsébet, Radocsay László
- Hangmérnök: Nyerges András Imre, Zsebényi Béla
- Vágó: Hap Magda
- Figuraterv: Hernádi Tibor, Markó Nándor
- Háttér: Fogaras Gábor, Papp Károly
- Tervezték és rajzolták: Ádám Imre, Baksa Tamás, Bolfert Csaba, Bozsóki Magdolna, Csizmadia Erzsébet, Eilingsfeld Zsuzsa, Fülöp Rita, Glück Júlia, Hambalkó Lilla, Hársfai Márta, Hegyi Zsuzsa, Horváth László, Horváth Péter, Huszák Tibor, Kenyeres Mariann, Kiss Katalin, Kollár Zoltán, Kovács Judit, Kovács Mónika, Kozma Tibor, Lajos Csilla, Mende Zsolt, Mohai Mária, Nagy Erika, Oláh Gábor, Pallai Orsolya, Pasitka Herman, Pál Rita, Pozsgai Péter, Prell Oszkár, Rubert János, Temesi Eszter, Tóth Gábor, Varga Andrea, Varga László, Wirth Bea, Zágonyi Ervinné
- Festették: Bulyáki Mónika, Csutor Henriette, Frajtics Zsuzsa, Garamszegi Zsuzsa, Kerekes Ferencné, Klotz Ildikó, Kurucz Erzsébet, Kustra Zsuzsanna, Melczer Gézáné, Nagy Zsuzsa, Pénzár Mária, Remeczky Attiláné, Ritecz Szilvia, Románcz Éva, Rózsahegyi Károlyné, Vata Emőke
- Felvételvezető: Kardos Andrea, Schillinger Erzsébet
- Gyártásvezető: Kardos Péter, Kürti Mihály, Rózsahegyi Károlyné
- Produkciós vezető: Kun László

- Készítette a Magyar Televízió a Pannónia Filmstúdió és a Funny Animációs Filmstúdió
- Támogatta az Állami Biztosító

## Szereplők
- Tűzmanó: Mikó István
- Trombi: Tábori Nóra
- Vizsla felügyelő: Raksányi Gellért (1. évad), ? (2. évad)
- Főcső: Füzessy Ottó (1. évad), Pilinczes József (2. évad)
- Majom: Surányi Imre (1. évad), N. Szabó Sándor (2. évad)
- Döme, a disznópapa: Stenczer Béla
- Böbe, a disznómama: Labancz Borbála
- Malacok: Burghardt Bernadett, Kelemen Anikó, Mélykúti Kinga
- Pulyka Pálma: Csala Zsuzsa
- Pulyka Palya: Dörner György
- Páva asszonyság: Hacser Józsa
- Medve: Ujlaki Dénes
- Holló biztosító: Varga T. József (1. évad), ? (2. évad)
- Bagoly Viktor: Füsti Molnár Éva
- Puli bácsi: Faludy László
- Galamb Melánia: Vári Éva
- Galamb Balambér / Majom fiútestvér: ifj. Ujlaky László (1. évad)

További szereplők: Balikó Tamás, Csáki Ágnes, Csuja Imre, Dévényi Ildikó, Krasznói Klára, Maronka Csilla, Matoricz József, N. Szabó Sándor, Sipos László, Sólyom Kati, Szabó Zsuzsa, Tilesch Nándor, Újvári Zoltán, Unger Pálma és még mások.

## Epizódok
| 1. évad (1988) | 2. évad (1990) |
| --- | --- |
| 1. Szarvasék karácsonya 2. Csak egy csikk 3. Az elhagyott tábortűz 4. Gáztűznéző 5. Közel a tűzhöz 6. Volt egyszer egy folt 7. Az ócska autó 8. Az elfelejtett kávéfőző 9. Majombánat 10. Éjféli kísértet 11. Olaj a tűzre 12. Puli bácsi pipája 13. Galambpadlás | 1. Tüzes viadal 2. Befalazott rezgőtörpék 3. Tíz hasáb a tűz hasában 4. Gá-gá-gáz 5. Avarban a Tűzmanó 6. Csövesek gáz van 7. Füstbe ment álmok 8. Rossz autó égbe száll 9. Gépes krónika 10. Szerencsemalacok 11. Odalett a toalett 12. Vegyésszel élünk 13. Egy ugrás a sugártól |

## Betétdalok
- Szép karácsony néz le ránk – előadja: Balikó Tamás, Krasznói Klára
- A patkány – előadja: ?
- Nem is jó a vasárnap – előadja: Matoricz József, Burghardt Bernadett, Kelemen Anikó, Mélykúti Kinga
- Szebb a pulyka, mint a páva – előadja: Csala Zsuzsa
- Ásits... – előadja: Ujlaki Dénes
- Volt egyszer egy folt – előadja: Tábori Nóra, Mikó István
- Ha a Rudi, benzinkutas... – előadja: ?
- Frissen de lazán – előadja: Mikó István, N. Szabó Sándor, Unger Pálma
- Jaj, jaj, jaj, nyakunkon a baj – előadja: Maronka Csilla, ifj. Ujlaky László
- Felfedezés – előadja: Füsti Molnár Éva
- Jaj, hol az olaj – előadja: Mikó István
- Puli bácsi pipája – előadja: Mikó István
- Széna, szalma, kender – előadja: Vári Éva, Csáki Ágnes
- Hujujuj – előadja: Dörner György, Tilesch Nándor
- De szép a lakásom – előadja: Sólyom Kati
- Tűz-tűz, melegen – előadja: Vári Éva, Csáki Ágnes
- Gá-gá-gáz – előadja: Krasznói Klára, Mikó István
- Szarvashoz szervesen: Krasznói Klára, Tilesch Nándor
- Csőbe húzva élsz – előadja: ?
- Hideg tél jön... – előadja: N. Szabó Sándor
- A görénynek autója... – előadja: ?
- Her Muflonnak a koszt ízlet – előadja: Unger Pálma
- De én tudom – előadja: Stenczer Béla
- Nahát! Nahát! – előadja: Unger Pálma, Vári Éva
- Kölcséges ez a vegyészet... – előadja: Füsti Molnár Éva
- Brumm-brumm-brumm – előadja: Ujlaki Dénes

## Érdekességek
A második sorozat megjelenésével egy időben a kalocsai Karamell édesipari vállalat csokoládét is gyártott a sorozat nevével. A csokoládé papírjain két kép volt az egyes szereplőkhöz kapcsolódó "helyes" és "veszélyes" jelenetekkel. Nem sokkal a csokoládé forgalomba kerülése után nyereményjáték is zajlott, amelyben a tűzveszélyes jelenetek képeit kellett összegyűjteni és beküldeni.